# Det Gyldne Tårn
Det Gyldne Tårn er en forlystelse i Tivoli i København. Den er 63 meter høj, og dermed én af de højeste forlystelser i Tivoli, samt blandt de højeste tårne og spir i Danmark. Det er bygget af S&S Worldwide i 1999, der gerne ville have kaldt forlystelsen for "Turbo Drop". Det er blandt parkens vildeste forlystelser.

## Kontroverser
I 2006 kravlede en 27-årig man op i tårnet for at begå selvmord, men det blev stoppet.
I 2019 fik en gæst et metalbor i hovedet, som var faldet fra toppen af tårnet, hvor et tekniker var i færd med at rengøre en sensor. Gæsten blev ramt, da området under tårnet ikke var blevet afspærret, og parken fik en bøde på 140.000 kr., som blev betalt i 2023. Grundet ulykken blev en række procedure ændret.

## Data
- Højde: 63 m
- Faldets højde: 55 m
- Maksimum passagerantal pr tur: 12
- Alder: Fra 1999
- Max G-påvirkning: -1g